# 입스
입스(영어: yips)는 스포츠 선수가 특정 동작을 수행하는 능력을 갑자기 설명할 수 없이 잃는 것이다. 입스의 정확한 원인은 아직 완전히 밝혀지지 않았다. 입스는 선수가 능력을 회복하기 전에 잠시 지속될 수도 있고, 회복되기 전에 기술에 대한 장기적인 조정이 필요할 수도 있다. 최악의 경우는 선수가 전혀 회복하지 못해 선수가 최고 수준에서 스포츠를 포기해야 하는 경우도 있다. 입스가 있는 운동선수의 회복을 위해서는 철저한 치료 계획을 통한 조기 개입이 필수적이다.